# Locmaria-Grand-Champ
Locmaria-Grand-Champ is een gemeente in het Franse departement Morbihan (regio Bretagne). De plaats maakt deel uit van het arrondissement Vannes. Locmaria-Grand-Champ telde op 1 januari 2022 1.825 inwoners.

## Geografie
De oppervlakte van Locmaria-Grand-Champ bedroeg op 1 januari 2022 14,06 vierkante kilometer; de bevolkingsdichtheid was toen 129,8 inwoners per km².

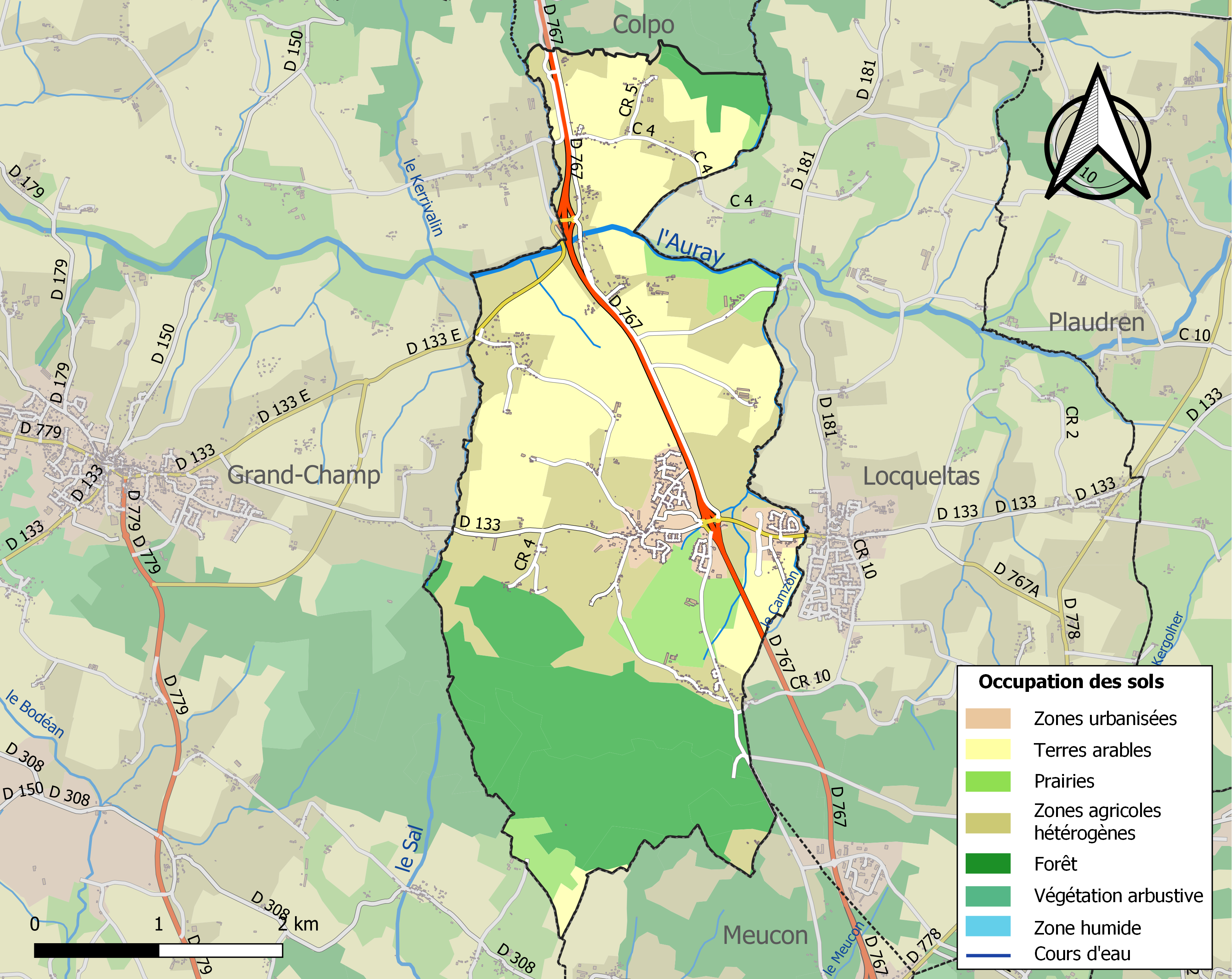
Kaart van de gemeente met de belangrijkste infrastructuur, bodemgebruik en omliggende gemeenten

## Demografie
Onderstaande figuur toont het verloop van het inwonertal, bron: INSEE-tellingen. 